# Microtus henseli
Microtus henseli, o Tyrrhenicola henseli, era un roditore che visse in Sardegna e in Corsica nel Pleistocene superiore e nell'Olocene. Si ritiene che si sia estinto circa 3 000-2 000 anni fa, a causa dell'introduzione da parte dell'uomo di predatori come cani, volpi e donnole, un destino simile a quello del prolago.